# چیووشکی
چیووشکی (به لهستانی:  Ciełuszki) یک روستا در لهستان است که در گمینا زابوودوو واقع شده‌است.